# Аристид Квинтилиан
Аристид Квинтилиан (на гръцки: Ἀριστείδης Κοϊντιλιανός; на латински: Aristeides Quintilianus) е гръцки философ-неоплатоник, теоретик на музиката, писател от 3-4 век.
Автор е на трактата „За музиката“ (Περὶ μουσικῆς) в три книги. Трактатът е съхранен в 56 ръкописи.
Първата му книга е с титлата Harmonics и Rhythm.

## Преводи
- Aristeides Quintilianus von der Musik, eingeleitet, übersetzt und erläutert von R.Schäfke.- Berlin, 1937
- Mathiesen T.J., Aristides Quintilianus on Music in Three Books.- New Haven, CT, 1983 (Уинингтон-Инграма)
- Aristides Quintilianus. De musica, Barker A. Greek Musical Writings, vol. II: Harmonic and Acoustic Theory.- Cambridge, 1989, pp.392-535